# Адміністративний устрій Олександрівського району (Донецька область)
Адміністративний устрій Олександрівського району — адміністративно-територіальний поділ Олександрівського району Донецької області на 1 селищна рада та 15 сільських рад, які об'єднують 61 населені пункти та підпорядковані Олександрівській районній раді. Адміністративний центр — місто Олександрівка.

## Список радОлександрівського району
| №  | Назва                              | Центр                 | Населені пункти | Площа км² | Місце за площею | Населення (2001), чол. | Місце за населенням |
| -- | ---------------------------------- | --------------------- | --- | --------- | --------------- | ---------------------- | ------------------- |
| 1  | Олександрівська селищна рада       | смт Олександрівка     | смт Олександрівка с. Варварівка с. Дмитро-Дар'ївка с. Левадне с. Надеждівка с. Новополтавка с. Петрівка Перша с. Софіївка |           |                 |                        |                     |
| 2  | Беззаботівська сільська рада       | с. Беззаботівка       | с. Беззаботівка с. Дмитроколине с. Новоандріївка с. Новостепанівка с. Роздолля с. Софіїно-Лиман                           |           |                 |                        |                     |
| 3  | Веселогірська сільська рада        | с. Весела Гора        | с. Весела Гора с-ще Новоявленка с-ще Самарське                                                                            |           |                 |                        |                     |
| 4  | Високопільська сільська рада       | с. Високопілля        | с. Високопілля с. Запаро-Мар'ївка                                                                                         |           |                 |                        |                     |
| 5  | Золотопрудська сільська рада       | с. Золоті Пруди       | с. Золоті Пруди |           |                 |                        |                     |
| 6  | Іверська сільська рада             | с. Іверське           | с. Іверське с. Новосамарське с. Шостаківка                                                                                |           |                 |                        |                     |
| 7  | Криничанська сільська рада         | с. Криниці            | с. Криниці с. Куроїдівка с. Федорівка                                                                                     |           |                 |                        |                     |
| 8  | Мирнодолинська сільська рада       | с. Мирна Долина       | с. Мирна Долина с. Бузинівка с. Мар'ївка с. Новознаменівка                                                                |           |                 |                        |                     |
| 9  | Михайлівська сільська рада         | с. Михайлівка         | с. Михайлівка с. Львівка с. Шаврове                                                                                       |           |                 |                        |                     |
| 10 | Некременська сільська рада         | с. Некременне         | с. Некременне |           |                 |                        |                     |
| 11 | Новоолександрівська сільська рада  | с. Новоолександрівка  | с. Новоолександрівка с. Єлизаветівка с. Зелене с. Карпівка с. Новий Кавказ с. Новобахметьєве с. Новопригоже               |           |                 |                        |                     |
| 12 | Очеретинська сільська рада         | с. Очеретине          | с. Очеретине с. Голубівка с. Громова Балка                                                                                |           |                 |                        |                     |
| 13 | Петрівська Друга сільська рада     | с. Петрівка Друга     | с. Петрівка Друга с. Зелений Брід с. Знаменівка с. Микільське с. Пасічне                                                  |           |                 |                        |                     |
| 14 | Спасько-Михайлівська сільська рада | с. Спасько-Михайлівка | с. Спасько-Михайлівка с. Катеринівка с. Курицине с. Новопетрівка с. Новосергіївка с. Шевченко                             |           |                 |                        |                     |
| 15 | Староварварівська сільська рада    | с. Староварварівка    | с. Староварварівка с. Яковлівка                                                                                           |           |                 |                        |                     |
| 16 | Степанівська сільська рада         | с. Степанівка         | с. Степанівка с. Новоіверське с. Новопавлівка с. Самійлівка                                                               |           |                 |                        |                     |